# Meurtre de Valentin Vermeesch
 (septembre 2022).
Valentin Vermeersch était un garçon de 18 ans, atteint d'un léger retard mental, qui a été torturé puis tué en 2017, par cinq jeunes de son quartier, à Statte.

## Les faits
Dans la nuit du 26 au 27 mars 2017, Valentin Vermeesch a été enlevé, violé, battu et torturé pendant 6 heures. Ses cinq bourreaux, que Valentin considérait comme ses amis, tous issus de milieux défavorisés, avaient filmé des scènes de cette nuit-là.
Après l'avoir ligoté, les cinq jeunes ont discuté du sort du garçon. Valentin a tenté de s'échapper avant d'être finalement poussé vivant dans la Meuse, près de Statte, à Huy, où il s'est noyé. Son corps a été retrouvé le 14 avril 2017, les mains menottées derrière le dos, et avec un essuie de vaisselle autour du cou.

## Le procès
En juin 2019, cinq jeunes (Alexandre Hart, Belinda Donnay, Killian Wilmet, Loïck Masson et Dorian Daniels), dont 4 majeurs au moment des faits, sont condamnés par un jury de la cour d'assises de Liège pour coups, torture, traitement inhumain, attentat à la pudeur et assassinat sur une personne réputée vulnérable. Quatre d'entre eux (à l'exception de Loïck Masson) sont aussi reconnus coupables de viol.

## Les condamnations
Le 18 juin 2019, le jury de la cour d'assises de Liège a rendu le verdict suivant :
- Alexandre Hart : Prison à vie
- Belinda Donnay : Prison à vie
- Killian Wilmet : 29 ans de prison
- Loïck Masson : 27 ans de prison
- Dorian Daniels : 25 ans de prison

Alexandre Hart et Belinda Donnay sont considérés comme les principaux auteurs et comme ceux qui ont poussé Vermeesch à l'eau. Selon les jurés, il n'y avait aucune circonstance atténuante à leurs actes. Les trois autres accusés sont considérés comme coauteurs. Killian Wilmet, qui était encore mineur au moment du meurtre, a reçu la peine la plus sévère de leur part. La cour d'assises l'a condamné à 29 ans de prison et 15 ans de prison ferme. Wilmet a filmé certains des faits.

## Défense des suspects
Sarah Van de Wijngaert, l'avocate de Wilmet, n'a pas éludé la personnalité psychopathe de son client. Elle a cependant insisté sur le fait que le voyage de Killian Wilmet vers l'enfer avait commencé avec le divorce de ses parents. Il n'avait pas de bon exemple paternel, mais aurait évolué, selon l'avocat de la défense pénale : "Il est prématuré de penser qu'il présente un risque de récidive. Son évolution est en marche. Il n'a pas été impliqué dans des incidents depuis un an. Il y avait un suivi psychothérapeutique. Les travaux de restauration ont commencé et doivent se poursuivre », a plaidé l'avocat  Finalement, le jury n'en a pas tenu compte.

## Incident précédent
Valentin Vermeesch avait déjà été traité de manière inhumaine le 9 janvier 2016. L'incident a été commis dans un appartement de Huy par Philippe C. et Alexandre Hart. Philippe C. aurait ligoté Valentin Vermeesch avant de le frapper et de lui tirer dessus avec une carabine à air comprimé. Cette scène a également été filmée. La vidéo montre la victime suppliant son agresseur d'arrêter de lui tirer dessus. A. Hart aurait finalement libéré Valentin après que ce dernier a mangé par terre.